# Arcidiocesi di Danzica

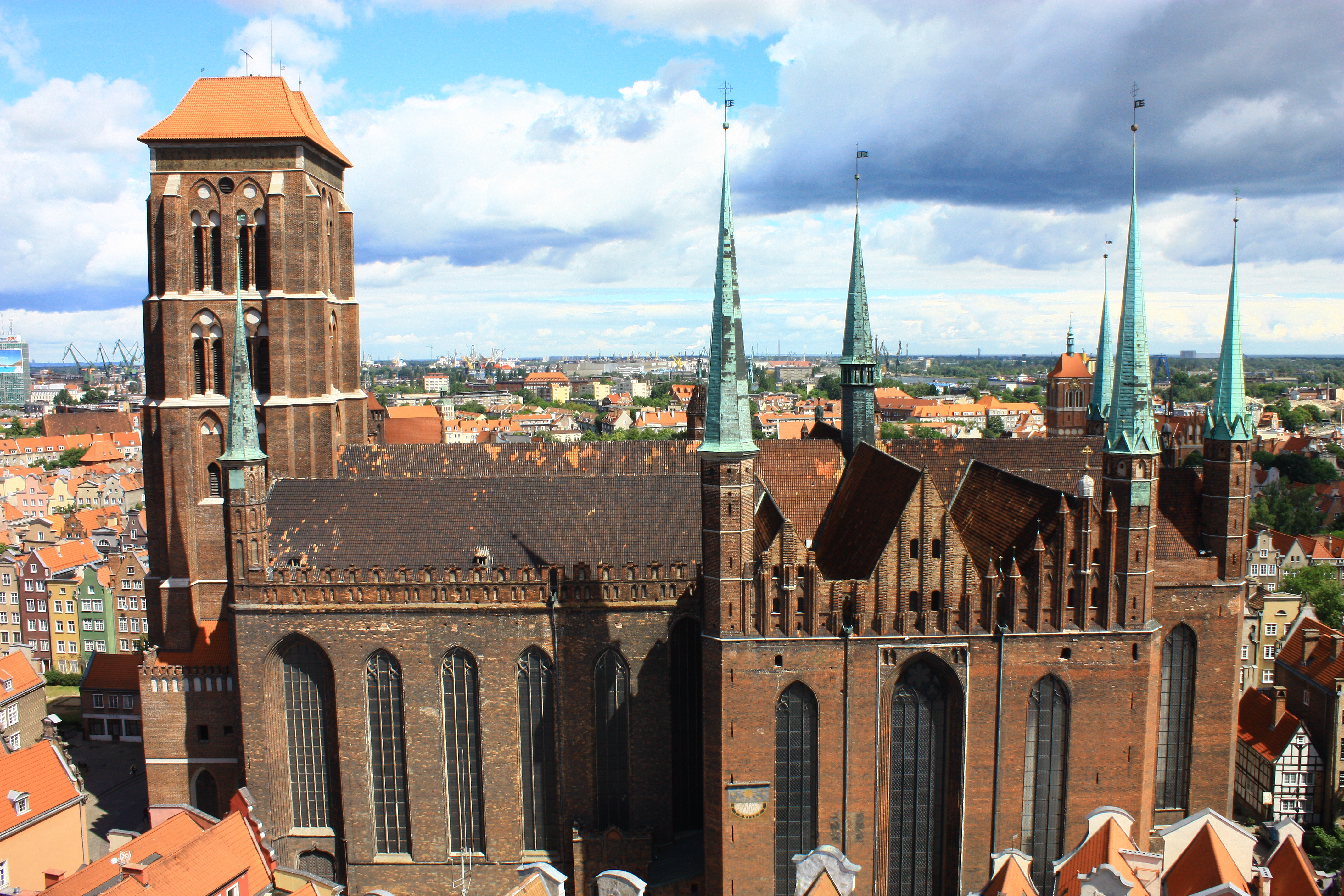
La concattedrale dell'Assunzione di Maria Vergine a Danzica, nota come Mariacka.

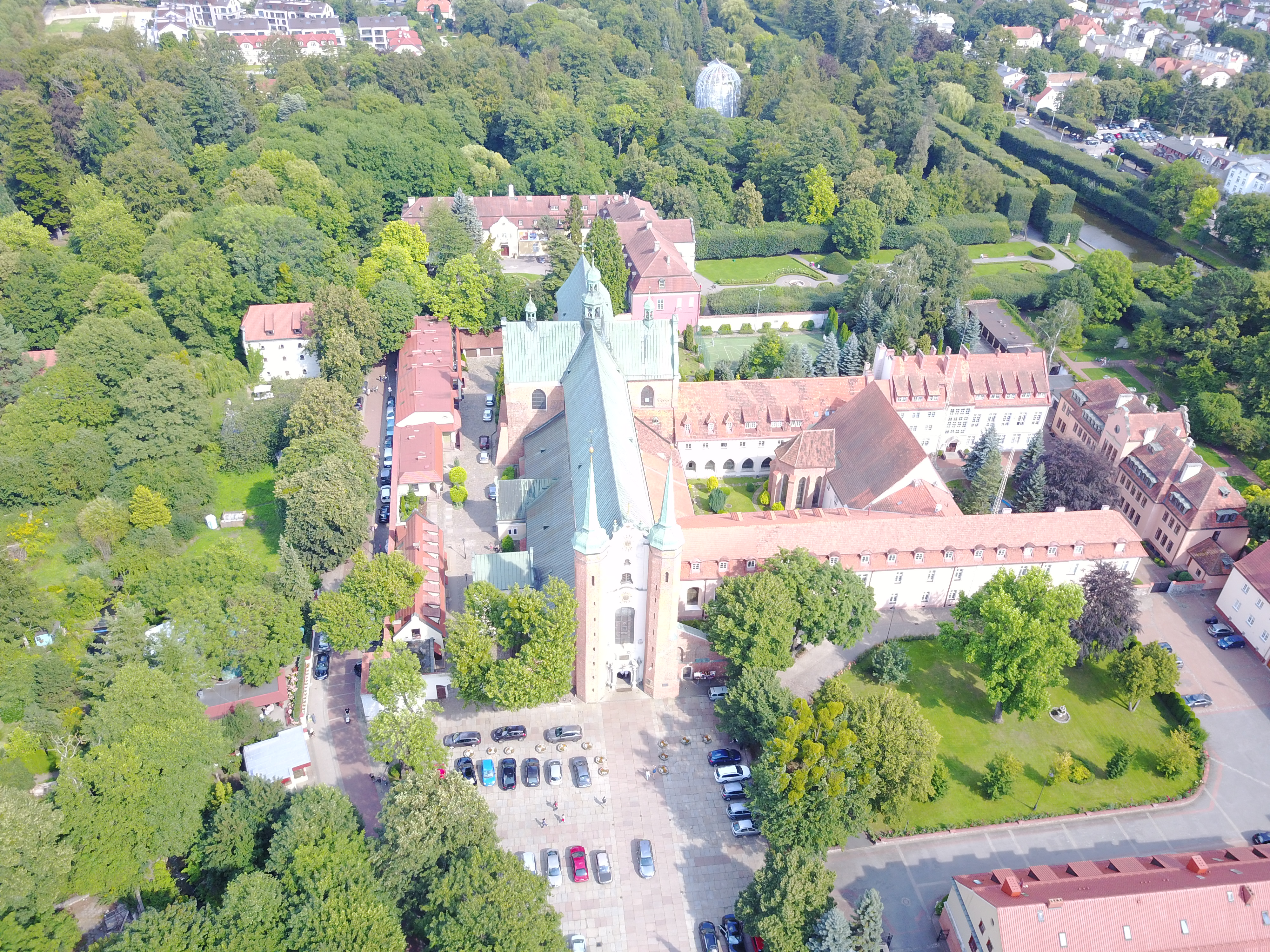
Vista aerea della cattedrale e dell'ex monastero cistercense di Oliwa, oggi sede arcivescovile.

L'arcidiocesi di Danzica (in latino Archidioecesis Gedanensis) è una sede metropolitana della Chiesa cattolica in Polonia. Nel 2021 contava 926.220 battezzati su 1.073.339 abitanti. È retta dall'arcivescovo Tadeusz Wojda, S.A.C.

## Territorio
L'arcidiocesi comprende il litorale baltico orientale del voivodato di Danzica, approssimativamente compreso nei distretti di Danzica e Puck e in parte dei distretti confinanti.
Sede arcivescovile è la città di Danzica, dove si trovano la basilica cattedrale della Santissima Trinità, sita nel quartiere di Oliwa, e la basilica concattedrale dell'Assunzione di Maria Vergine, nota come Mariacka, nel centro della città. Oltre alle due cattedrali, in diocesi sorgono altre tre basiliche minori: la basilica della Beata Vergine Maria Regina della Polonia a Gdynia; e le basiliche di Santa Brigida e di San Nicola a Danzica.
Il territorio si estende su 2.500 km² ed è suddiviso in 24 decanati e 201 parrocchie.

### Provincia ecclesiastica
La provincia ecclesiastica di Danzica, istituita nel 1992, comprende due suffraganee:
- la diocesi di Pelplin, eretta nel XIII secolo con il nome di Chełmno, e che ha assunto l'attuale denominazione nel 1992;
- la diocesi di Toruń, eretta nel 1992.

## Storia
Danzica fin dal Medioevo faceva parte dell'arcidiaconato di Pomerania della diocesi di Włocławek. Nel 1821, in virtù della bolla De salute animarum di papa Pio VII, con la quale il pontefice riorganizzò le circoscrizioni ecclesiastiche del regno di Prussia, questo territorio divenne parte della diocesi di Kulm (Chełmno in polacco), oggi diocesi di Pelplin. Dopo la prima guerra mondiale fu istituita la città libera di Danzica, che dal punto di vista ecclesiastico comprendeva territori non solo della diocesi di Kulm/Chełmno, ma anche dell'arcidiocesi di Varmia, nella Prussia orientale.
Solo il 10% circa della popolazione era polacca, il resto era in maggioranza tedesca. I primi auspicavano l'unione di tutto il territorio della città libera di Danzica alla diocesi di Chełmno, i secondi il suo accorpamento alla sede di Varmia. Le frizioni fra le due nazionalità portarono la Santa Sede il 21 aprile 1922 ad erigere sul territorio della città libera di Danzica un'amministrazione apostolica, affidata al conte Edward O'Rourke, russo-polacco di origini irlandesi, già vescovo di Riga.
Tre anni dopo, il 30 dicembre 1925, con la bolla Universa christifidelium di papa Pio XI, fu eretta la diocesi di Danzica sullo stesso territorio dell'amministrazione apostolica e Edward O'Rourke ne divenne il primo vescovo; la nuova diocesi fu resa immediatamente soggetta alla Santa Sede. Tutte le parrocchie esistenti erano di lingua tedesca, e solo nel 1937 O'Rourke istituì 2 parrocchie polacche. Questo fatto suscitò le ire del governo tedesco, che mise in atto una campagna per screditare il vescovo, e per impedirgli di esercitare le sue funzioni; O'Rourke si vide costretto a dare le dimissioni nel mese di giugno del  1938. Gli succedette Carlo Maria Splett di origini tedesche.
Allo scoppio della seconda guerra mondiale i 12 preti polacchi del clero diocesano furono arrestati e 7 di loro trovarono la morte nelle prigioni tedesche. Anche la maggior parte dei fedeli polacchi della diocesi fu arrestata o deportata.
Terminata la guerra, Danzica perse lo status di città libera e fu integrata nello stato polacco, e la popolazione polacca divenne la maggioranza nella diocesi. Il vescovo Carlo Maria Splett fu arrestato dalle autorità polacche il 9 agosto 1945 e condannato a 8 anni di prigione per attività antipolacche. Uscito di prigione ritornò in Germania dove morì nel 1964, senza tuttavia aver mai dato le dimissioni dalla sua carica di vescovo. La sede fu affidata ad amministratori diocesani: Andrzej Wronka (1945-1951), Jan Cymanowski (1951-1956) e Edmund Nowicki (1957-1964). Alla morte di Splett, Nowicki fu nominato nuovo vescovo di Danzica il 7 marzo 1964.
Questi amministratori diocesani dovettero riorganizzare tutte le attività della diocesi, fondare nuove parrocchie, erigere il seminario vescovile (fondato nel 1957). Erano una ventina i preti al termine della guerra; nel 1965 se ne contavano 112, oltre a 98 sacerdoti religiosi, che gestivano 63 parrocchie raggruppate in 7 decanati.
Il 28 giugno 1972 la diocesi perse la sua indipendenza ecclesiastica ed entrò a far parte della provincia ecclesiastica di Gniezno.
Il 25 marzo 1992 per effetto della bolla Totus tuus Poloniae populus di papa Giovanni Paolo II è stata elevata al rango di arcidiocesi metropolitana. Contestualmente furono rivisti i confini diocesani, con la cessione di una porzione del suo territorio a vantaggio dell'erezione della diocesi di Elbląg, e con l'acquisizione dell'intera parte settentrionale della diocesi di Chełmno (oggi diocesi di Pelplin).

## Cronotassi dei vescovi
Si omettono i periodi di sede vacante non superiori ai 2 anni o non storicamente accertati.
- Edward Aleksander Władysław O'Rourke † (21 aprile 1922 - 13 giugno 1938 dimesso[9])
- Carlo Maria Splett † (13 giugno 1938 - 5 marzo 1964 deceduto)
- Edmund Nowicki † (7 marzo 1964 - 10 marzo 1971 deceduto)
- Lech Kaczmarek † (1º dicembre 1971 - 31 luglio 1984 deceduto)
- Tadeusz Gocłowski, C.M. † (31 dicembre 1984 - 17 aprile 2008 ritirato)
- Sławoj Leszek Głódź (17 aprile 2008 - 13 agosto 2020 ritirato)[10]
- Tadeusz Wojda, S.A.C., dal 2 marzo 2021

## Statistiche
L'arcidiocesi nel 2021 su una popolazione di 1.073.339 persone contava 926.220 battezzati, corrispondenti all'86,3% del totale.
| anno | popolazione | popolazione | popolazione | presbiteri | presbiteri | presbiteri | presbiteri                | diaconi | religiosi | religiosi | parrocchie |
| anno | battezzati  | totale      | %           | numero     | secolari   | regolari   | battezzati per presbitero | diaconi | uomini    | donne     | parrocchie |
| ---- | ----------- | ----------- | ----------- | ---------- | ---------- | ---------- | ------------------------- | ------- | --------- | --------- | ---------- |
| 1950 | 281.000     | 290.000     | 96,9        | 108        | 70         | 38         | 2.601                     |         | 31        | 149       | 58         |
| 1970 | 500.000     | 524.000     | 95,4        | 228        | 130        | 98         | 2.192                     |         | 116       | 207       | 61         |
| 1980 | 599.000     | 615.000     | 97,4        | 235        | 151        | 84         | 2.548                     |         | 103       | 216       | 79         |
| 1990 | 614.000     | 629.000     | 97,6        | 323        | 232        | 91         | 1.900                     |         | 113       | 252       | 100        |
| 1999 | 975.452     | 1.014.950   | 96,1        | 673        | 474        | 199        | 1.449                     | 2       | 272       | 557       | 167        |
| 2000 | 917.105     | 976.778     | 93,9        | 679        | 483        | 196        | 1.350                     | 1       | 235       | 534       | 170        |
| 2001 | 926.761     | 992.603     | 93,4        | 715        | 496        | 219        | 1.296                     |         | 271       | 485       | 175        |
| 2002 | 944.158     | 993.275     | 95,1        | 727        | 515        | 212        | 1.298                     |         | 262       | 534       | 181        |
| 2003 | 917.695     | 977.552     | 93,9        | 728        | 520        | 208        | 1.260                     |         | 280       | 564       | 184        |
| 2004 | 923.195     | 977.614     | 94,4        | 734        | 527        | 207        | 1.257                     |         | 255       | 524       | 186        |
| 2006 | 917.724     | 982.337     | 93,4        | 745        | 529        | 216        | 1.231                     |         | 259       | 613       | 190        |
| 2013 | 900.608     | 965.077     | 93,3        | 738        | 527        | 211        | 1.220                     |         | 241       | 448       | 195        |
| 2016 | 980.000     | 1.000.122   | 98,0        | 744        | 552        | 192        | 1.317                     |         | 236       | 452       | 198        |
| 2019 | 914.258     | 1.029.384   | 88,8        | 731        | 556        | 175        | 1.250                     |         | 228       | 468       | 198        |
| 2021 | 926.220     | 1.073.339   | 86,3        | 713        | 549        | 164        | 1.299                     |         | 215       | 411       | 201        |

## Galleria fotografia

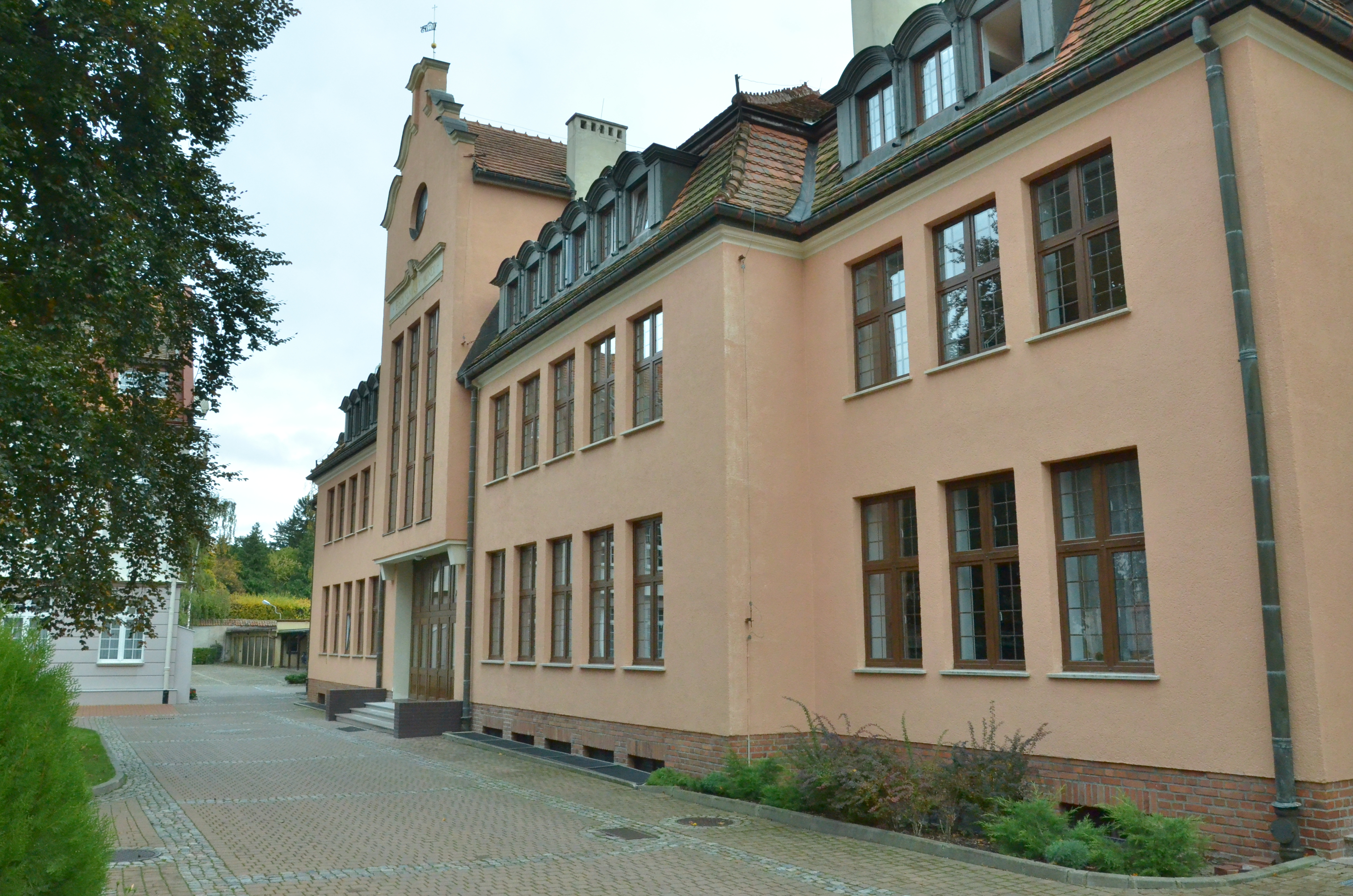
Il seminario arcivescovile
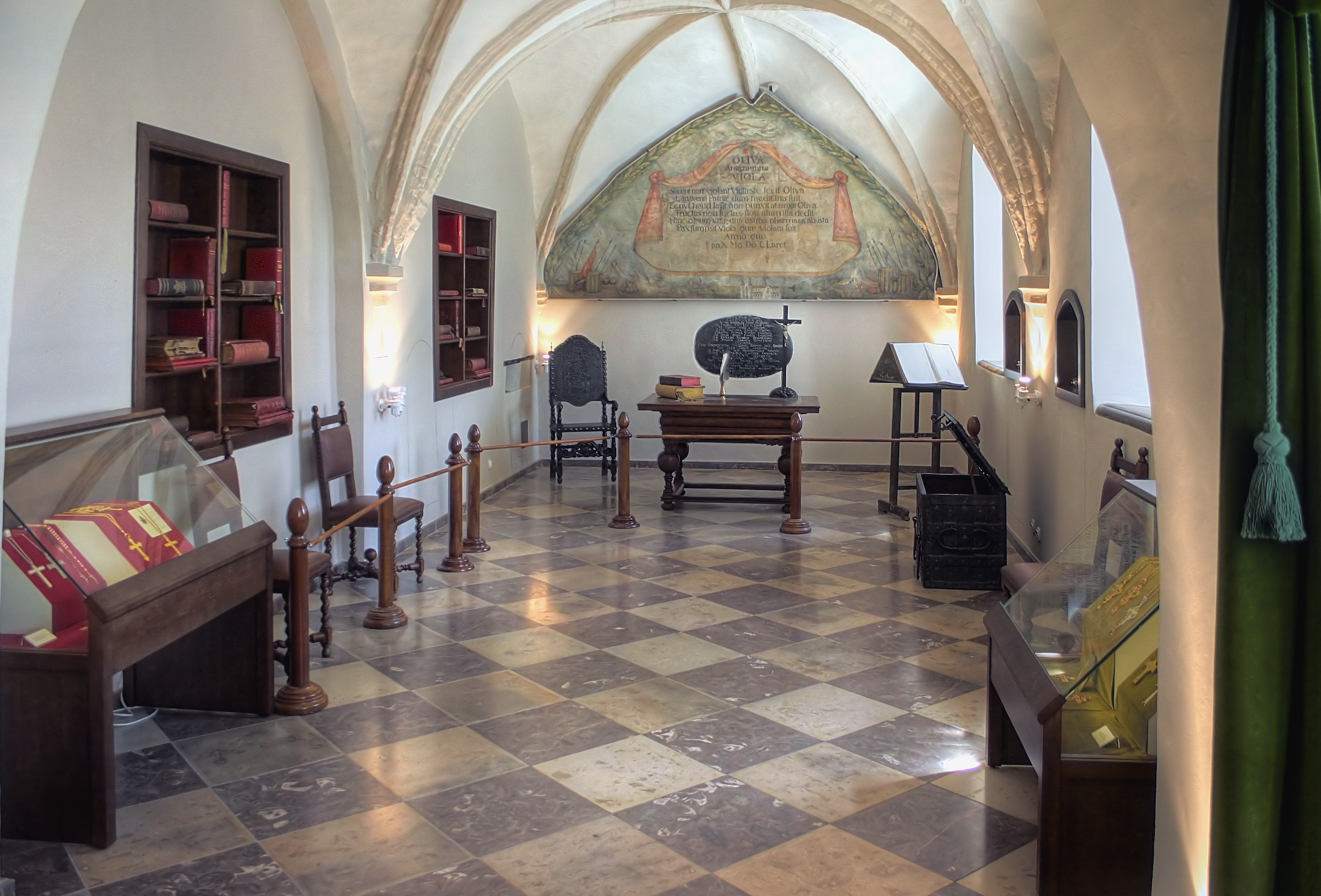
Una sala del museo dell'arcidiocesi, all'interno dell'ex monastero cistercense di Oliwa
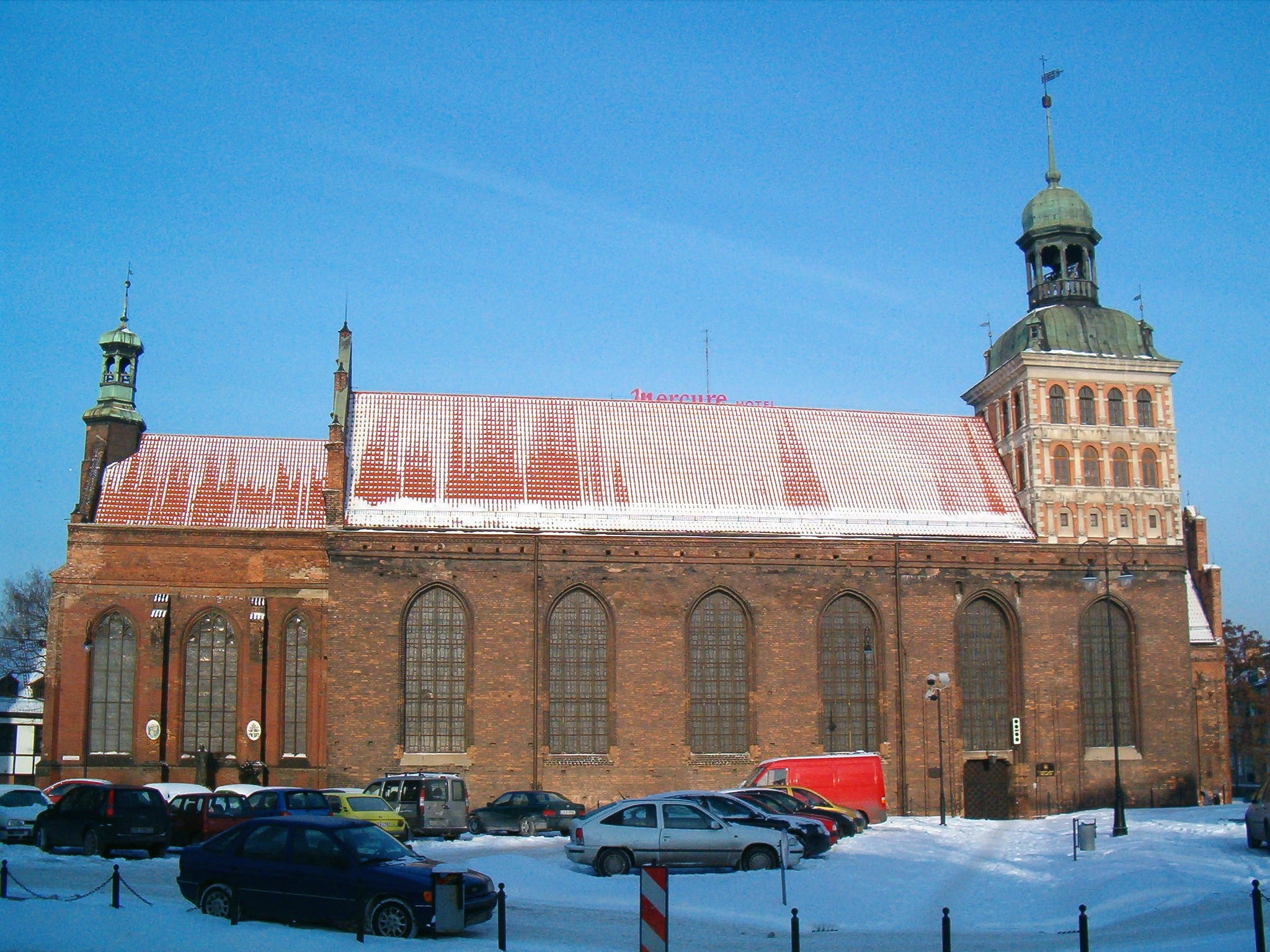
La basilica minore di Santa Brigida a Danzica
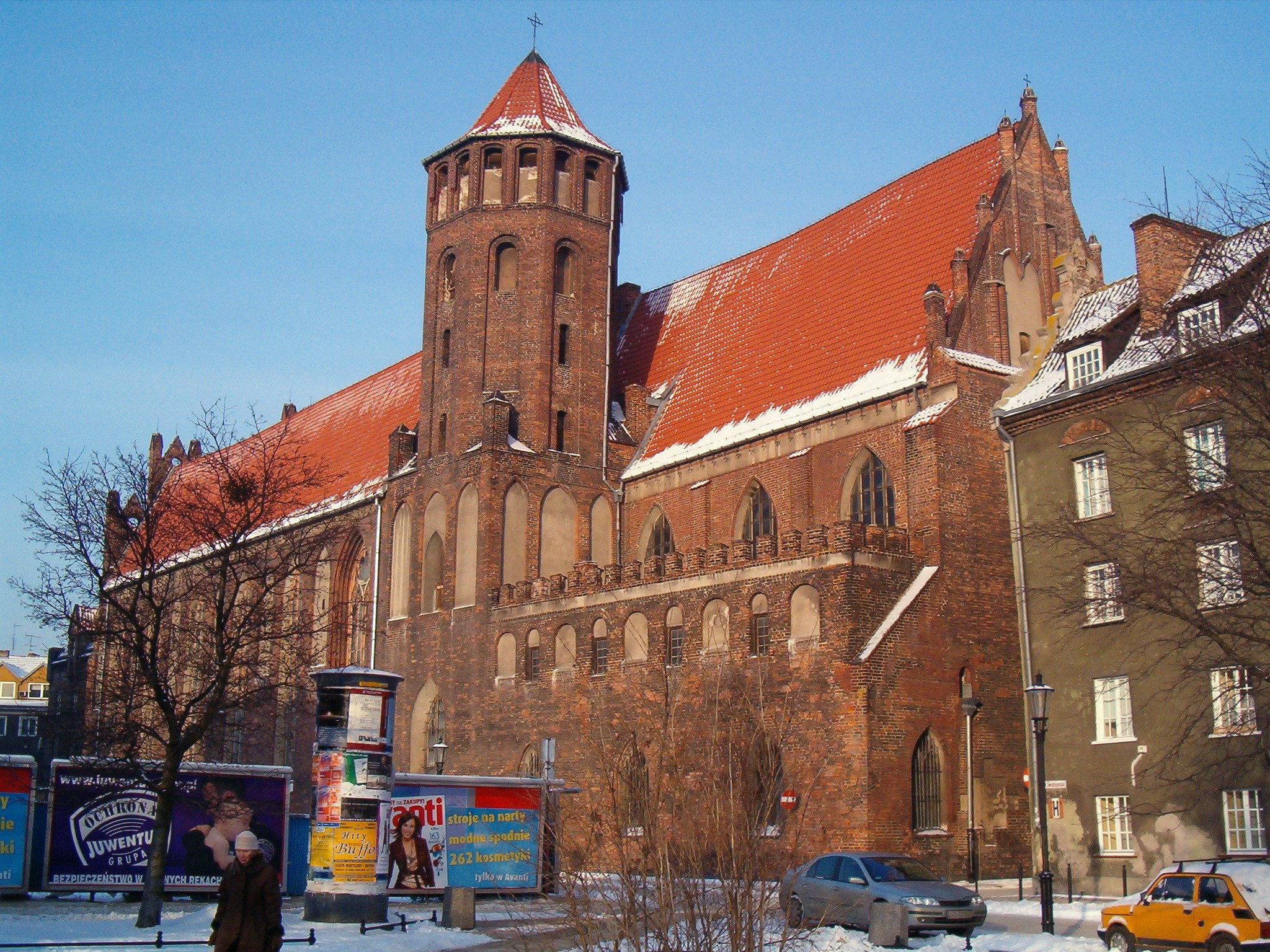
La basilica minore di San Nicola a Danzica
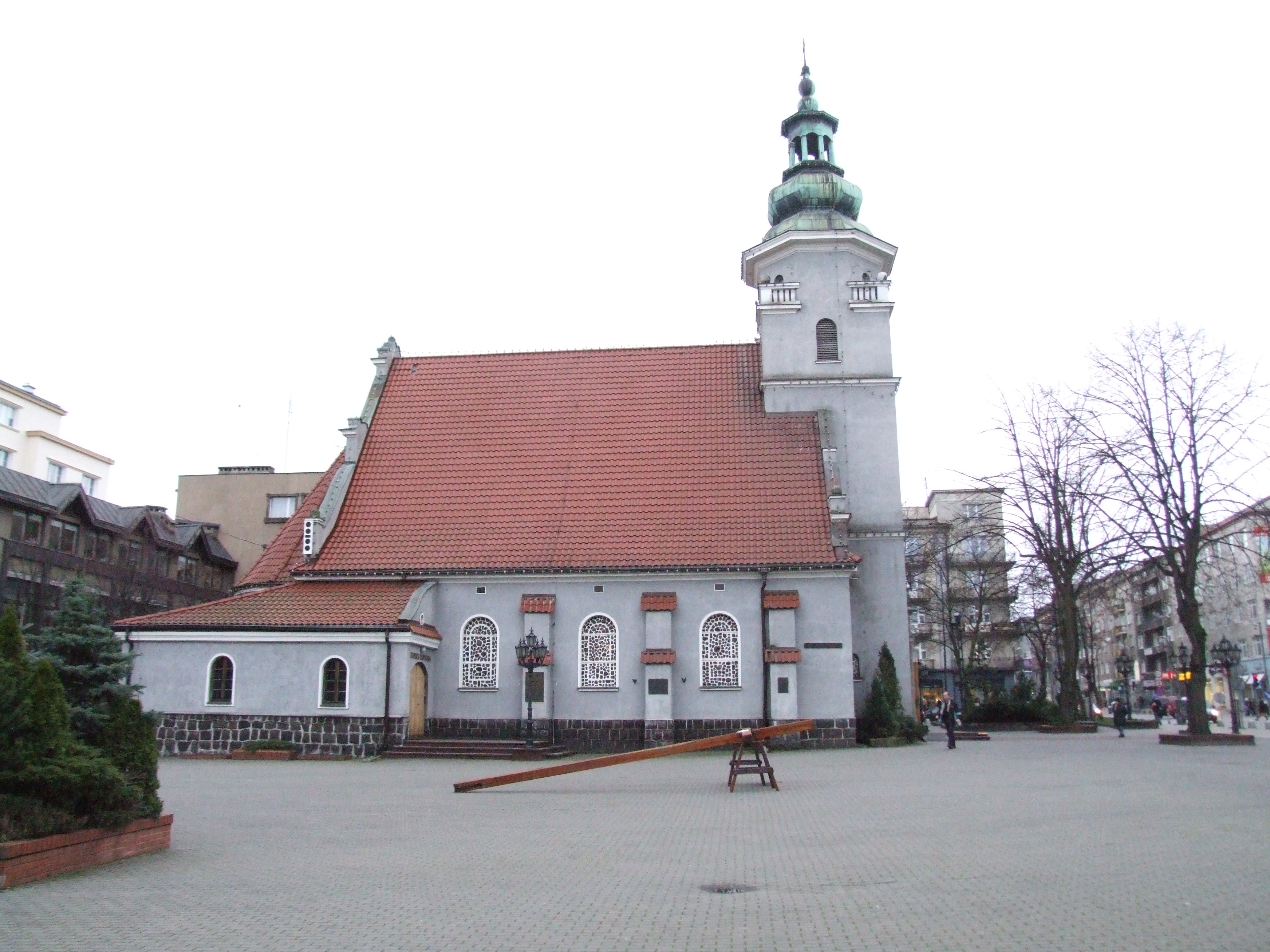
La basilica minore della Beata Vergine Maria, Regina della Polonia a Gdynia